# 220
El año 220 (CCXX) fue un año bisiesto comenzado en sábado del calendario juliano, en vigor en aquella fecha.
En el Imperio romano el año fue nombrado como el del consulado de Heliogábalo y Publio Valerio Comazón Eutiquiano o, menos comúnmente, como el 973 Ab urbe condita, siendo su denominación como 220 posterior, de la Edad Media, al establecerse el Anno Domini.

## Acontecimientos

### Imperio romano
- El mismo emperador Heliogábalo ejerce el consulado junto a Publio Valerio Comazón Eutiquiano
- Una delegación de la India se presenta ante el emperador Heliogábalo.
- Heliogábalo se divorcia de Julia Cornelia Paula para casarse con Aquilia Severa, una Virgen vestal. Este hecho causó gran revuelo en Roma, puesto que la pena a las vestales por romper el voto de celibato es la de muerte enterrada viva. Poco después anularía el divorcio para luego declarar nula la anulación y volver con ella.

### Imperio chino
- 15 de marzo: Cao Pi sucede a su padre Cao Cao como Canciller imperial.
- 11 de diciembre: Fin de la Dinastía Han con la abdicación del Emperador Xian.
  - Cao Pi establece el Reino de Cao Wei en el norte de China.
  - Inicia el Periodo de los Tres Reinos (220-280)
- Liu Bei, lleno de rabia, ordena la ejecución de su hijo adoptivo, Liu Feng, por denegar la petición de refuerzos de Guan Yu, provocando su derrota y por consiguiente, su muerte un año antes.

## Nacimientos
- Septimio Odenato, rey de Palmira (fecha aproximada).

## Fallecimientos
- 15 de marzo: Cao Cao, warlord chino.